# Karangkepuh
Karangkepuh is een bestuurslaag in het regentschap Serang van de provincie Banten, Indonesië. Karangkepuh telt 4732 inwoners (volkstelling 2010).